# Gladde haaien
Gladde haaien (Triakidae) vormen een familie van kraakbeenvissen in de orde grondhaaien (Carcharhiniformes), bestaande uit 46 soorten in 9 geslachten.
Gladde haaien zijn smalle vissen met twee grote rugvinnen en een aarsvin. Ze worden aangetroffen over de gehele wereld in warme en gematigde wateren waar ze leven van vissen en ongewervelden op de zeebodem en in het water.

## Taxonomie
De familie van gladde haaien is als volgt onderverdeeld:
- Onderfamilie[1] Galiorhininae (Australische gladde haaien)
  - Furgaleus Whitley, 1951[3]
  - Galeorhinus Blainville, 1816[4]
  - Gogolia Compagno, 1973
  - Hemitriakis Herre, 1923
  - Hypogaleus Smith, 1957
  - Iago Compagno & Springer, 1971
- Onderfamilie[1] Triakinae (Gladde haaien)
  - Mustelus Linck, 1790
  - Scylliogaleus Boulenger, 1902
  - Triakis Müller & Henle, 1838

Atelomycteridae · Dichichthyidae · Gladde haaien (Triakidae) · Hamerhaaien (Sphyrnidae) · Kathaaien (Scyliorhinidae) · Pentanchidae · Requiemhaaien (Carcharhinidae) · Rugvinkathaaien (Proscylliidae) · Tijgerhaaien (Galeocerdonidae) · Valse kathaaien (Pseudotriakidae) · Voeldraadhondshaaien (Leptochariidae) · Wezelhaaien (Hemigaleidae)